# Алімтауський сільський округ
Алімта́уський сільський округ (каз. Әлімтау ауылдық округі, рос. Алимтауский сельский округ) — адміністративна одиниця у складі Сариагаського району Туркестанської області Казахстану. Адміністративний центр — село Алімтау.
Населення — 1438 осіб (2021; 1705 у 2009, 1950 у 1999, 2152 у 1989).
Станом на 1989 рік існувала Алімтауська сільська рада (села Алімтау, Жайдаккудук, Коктал, Таскудук).

## Склад
До складу округу входять такі населені пункти:
| Населений пункт   | Колишні назви | Населення, осіб (1989) | Населення, осіб (1999) | Населення, осіб (2009) | Населення, осіб (2021) |
| ----------------- | ------------- | ---------------------- | ---------------------- | ---------------------- | ---------------------- |
| Алімтау, село     | -             | 1067                   | 1191                   | 1087                   | 1043                   |
| Жайдаккудук, село | -             | 465                    | 247                    | 186                    | 75                     |
| Коктал, село      | -             | 146                    | 187                    | 157                    | 64                     |
| Таскудук, село    | -             | 474                    | 325                    | 275                    | 256                    |